# Nyitdah
Nyitdah is een bestuurslaag in het regentschap Tabanan van de provincie Bali, Indonesië. Nyitdah telt 4933 inwoners (volkstelling 2010).